# Żeligowo (rejon smorgoński)
Żeligowo (biał. Жалігова; ros. Желигово) − wieś na Białorusi, w obwodzie grodzieńskim, w rejonie smorgońskim, w sielsowiecie Soły.
Dawniej używana nazwa – Sikunie.

## Historia
W czasach zaborów dwór, dwa zaścianki i wieś w gminie Soły, w powiecie oszmiańskim, w guberni wileńskiej Imperium Rosyjskiego. W 1905:
- dwór liczył 6 mieszkańców, 3 dziesięciny, własność Iwanowa[1].
- zaścianek Berezowskiego liczył 8 mieszkańców, 32 dziesięcin[1].
- zaścianek szlachecki liczył 7 mieszkańców, 17 dziesięcin[1].
- wieś liczyła 92 mieszkańców, 107 dziesięcin[1].

Po I wojnie światowej pod administracją polską, w Zarządzie Cywilnym Ziem Wschodnich. W latach 1920–1922 w składzie Litwy Środkowej.
Od 11 kwietnia 1922 wieś leżała w Polsce, w województwie wileńskim, w powiecie oszmiańskim, w gminie Soły.
W 1931 w 21 domach zamieszkiwało 114 osób.
Wierni należeli do parafii rzymskokatolickiej w Sołach. Miejscowość podlegała pod Sąd Grodzki w Oszmianie i Okręgowy w Wilnie; właściwy urząd pocztowy mieścił się w Sołach.
Do 1945 w Polsce. Po II wojnie światowej w granicach Związku Sowieckiego. Od 1991 w niepodległej Białorusi.